# Plovni put
Plovni put morski, jezerski ili riječni pojas dovoljne dubine i širine za sigurnu plovidbu brodova. Širi je pojam od plovidbenog puta, zato što je plovnim putem definiran širi morski akvatorij na kojem je moguća plovidba za određeni tip broda.